# Потутори (станція)
Потуто́ри — вузлова проміжна залізнична станція Тернопільської дирекції Львівської залізниці на перетині двох неелектрифікованих ліній Березовиця-Острів — Ходорів та Потутори — Бережани між станціями Козова (19 км) та Підвисоке (17 км). Розташована за 2 км від села Потутори Тернопільського району Тернопільської області.

## Пасажирське сполучення
На станції Потутори зупиняються приміські поїзди сполученням Тернопіль — Підвисоке / Ходорів.